# Klooster van Hiëronymus

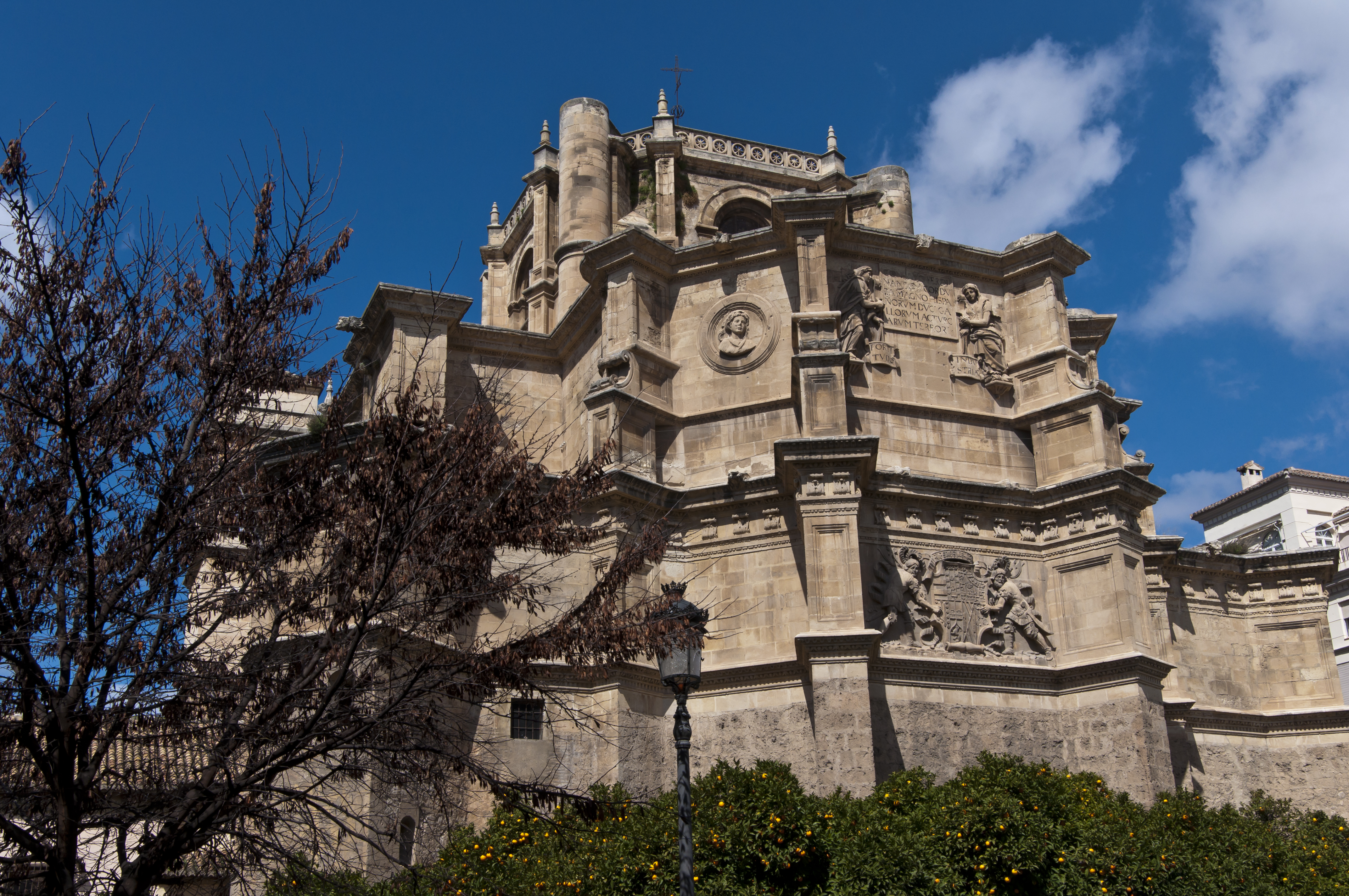
Het klooster van Hiëronymus

Het Klooster van Hiëronymus (Spaans: Monasterio de Jerónimo) is een klooster in de Spaanse stad Granada. Het klooster heeft Hiëronymus van Stridon als patroonheilige terwijl de kerk de eerste in de wereld is die men toewijdde aan de Onbevlekte Ontvangenis van Maria.
Oorspronkelijk stichtte het katholieke koningspaar het klooster in de stad Santa Fe, tijdens de belegering van Granada, een fase van de Reconquista. De constructie van het huidig klooster begon in 1504 en de hiëronymieten verhuisden toen naar de nieuwe locatie. De voornaamste architect en beeldhouwer was Diego de Siloé.
De hiëronymieten zijn een orde van de augustijnen. De kloosterkerk is gebouwd volgens het gebruikelijke plan van deze orde: een Latijns kruis met een verhoogd priesterkoor en een altaar bovenaan een brede trap. Het altaarstuk in maniëristische stijl wordt beschouwd als de start van de Andalusische beeldhouwkunst. Het is overwegend het werk van Pablo de Rojas. Het rijkelijk gedecoreerde interieur heeft renaissancistische kenmerken. De iconografie beschrijft de heroïsche grandeur van Gonzalo Fernández de Córdoba, gekend als Gran Capitán, die samen met zijn echtgenote Doña Maria de Manrique in de kerk is begraven.
Het klooster heeft twee clausuren, die beide rond een tuin zijn gebouwd. De oudste heeft een authentiekere renaissancedecoratie met een begraafplaats die bedoeld was om de stoffelijke resten van Gonzalo Fernández de Córdoba te bewaren. De andere clausuur die anno 2011 gebruikt wordt door de monniken, was de residentie van keizerin Isabella van Portugal tijdens haar huwelijksreis na haar huwelijk in 1526 met keizer Karel V.
Alhoewel het klooster opnieuw bewoond wordt door dezelfde orde als bij zijn stichting, onderging het gebouw de gebeurtenissen van het verleden zoals de bezetting door de troepen van Napoleon Bonaparte tijdens de Spaanse Onafhankelijkheidsoorlog. De Hiëronymieten werden verbannen en het klooster verviel. De Spaanse staat voerde tussen 1916 en 1920 een restauratie uit. De kerktoren was door de Fransen afgebroken om te gebruiken voor de constructie van de Puente Verde over de rivier Genil, tussen de Paseo de la Bomba en de Avenida de Cervantes. De kerktoren werd pas heropgebouwd tussen 1980 en 1989.
De poort tussen het klooster en de Calle Rector López Argueta is een originele poort van het klooster die in de 19e eeuw was verdwenen. Ze werd pas in de jaren 1960 teruggevonden in een tuin in de buurt van Granada.

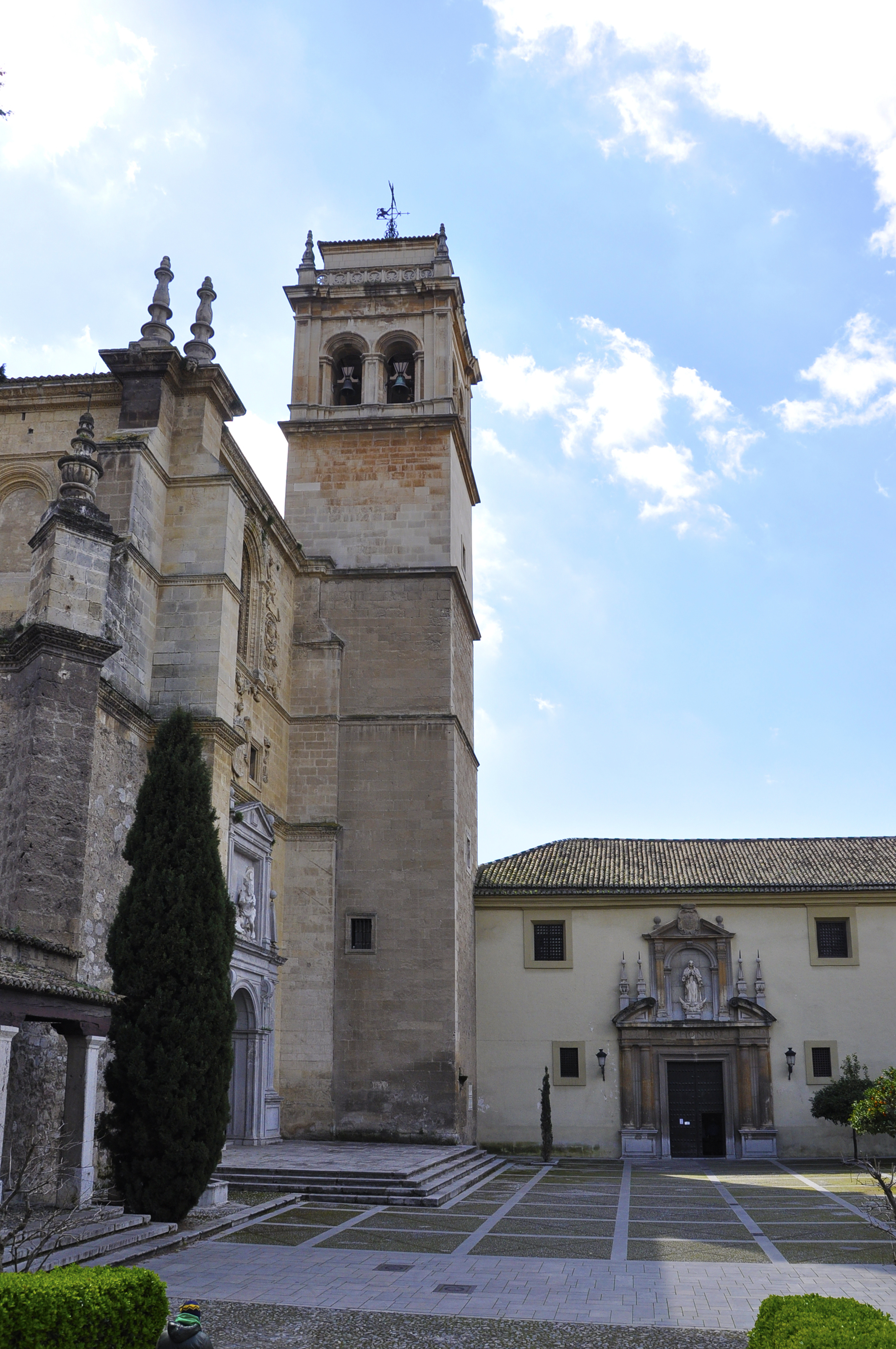
De kerktoren
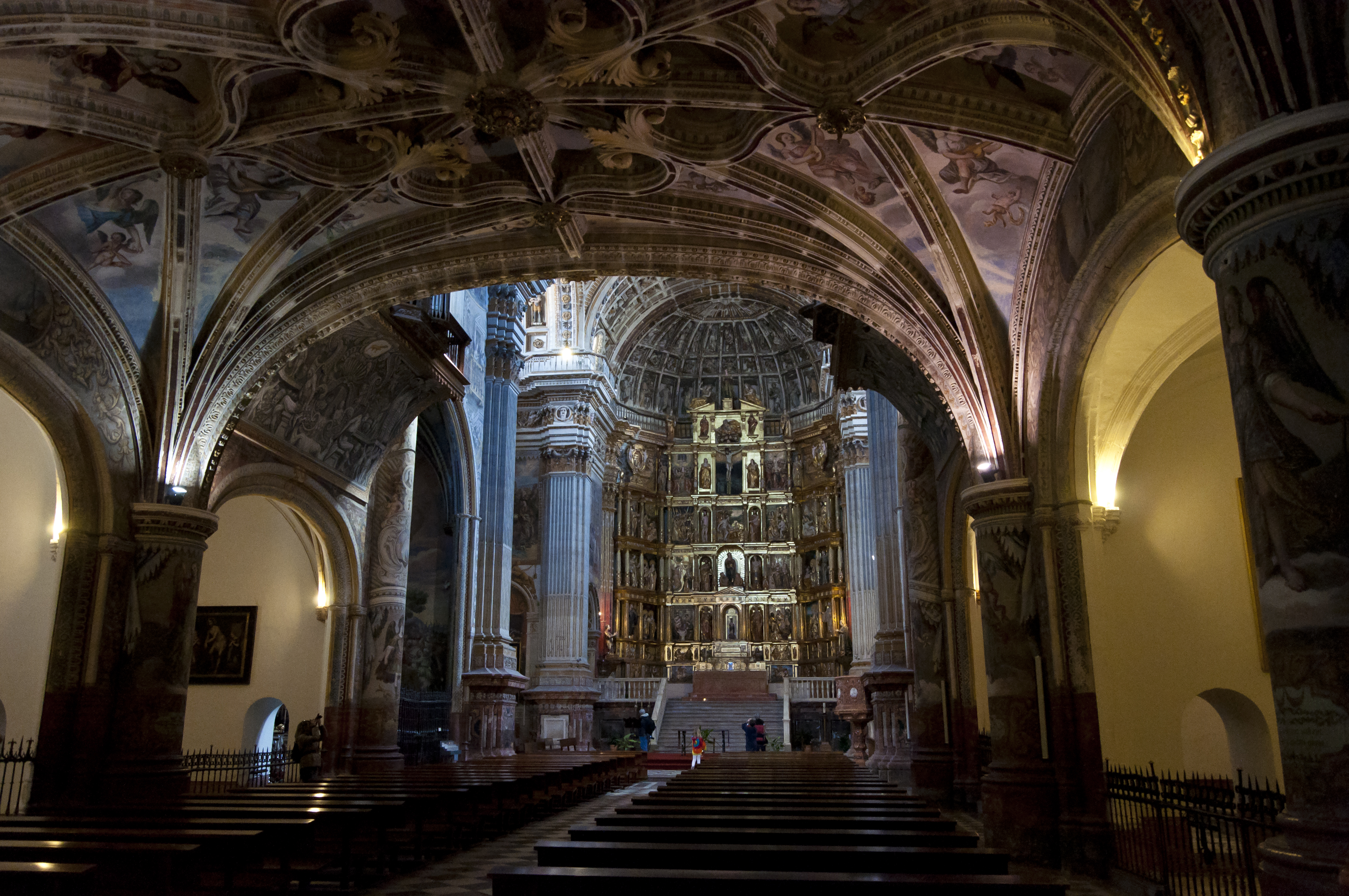
Interieur van de kloosterkerk
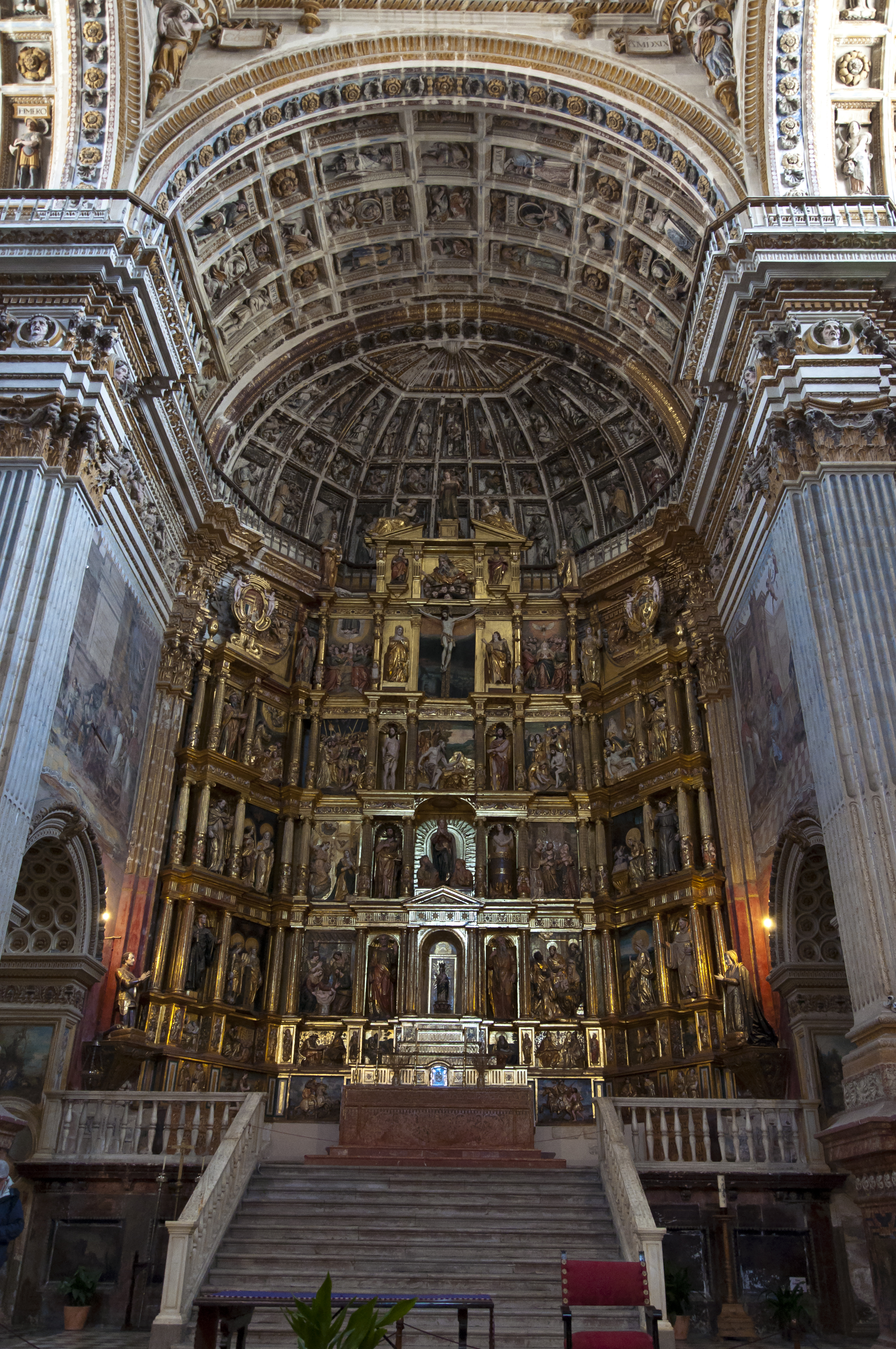
Het altaarstuk
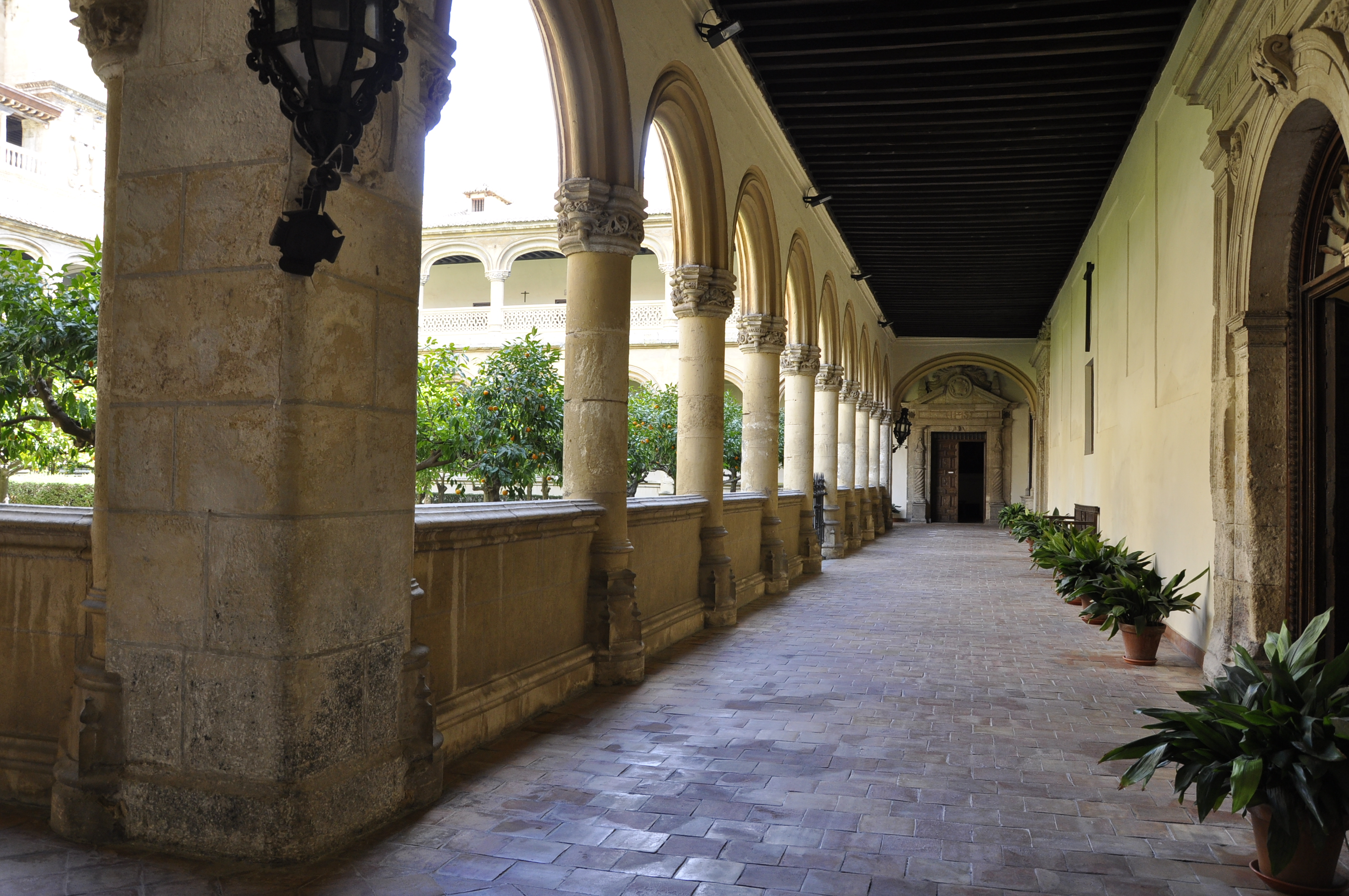
Een kloostergang
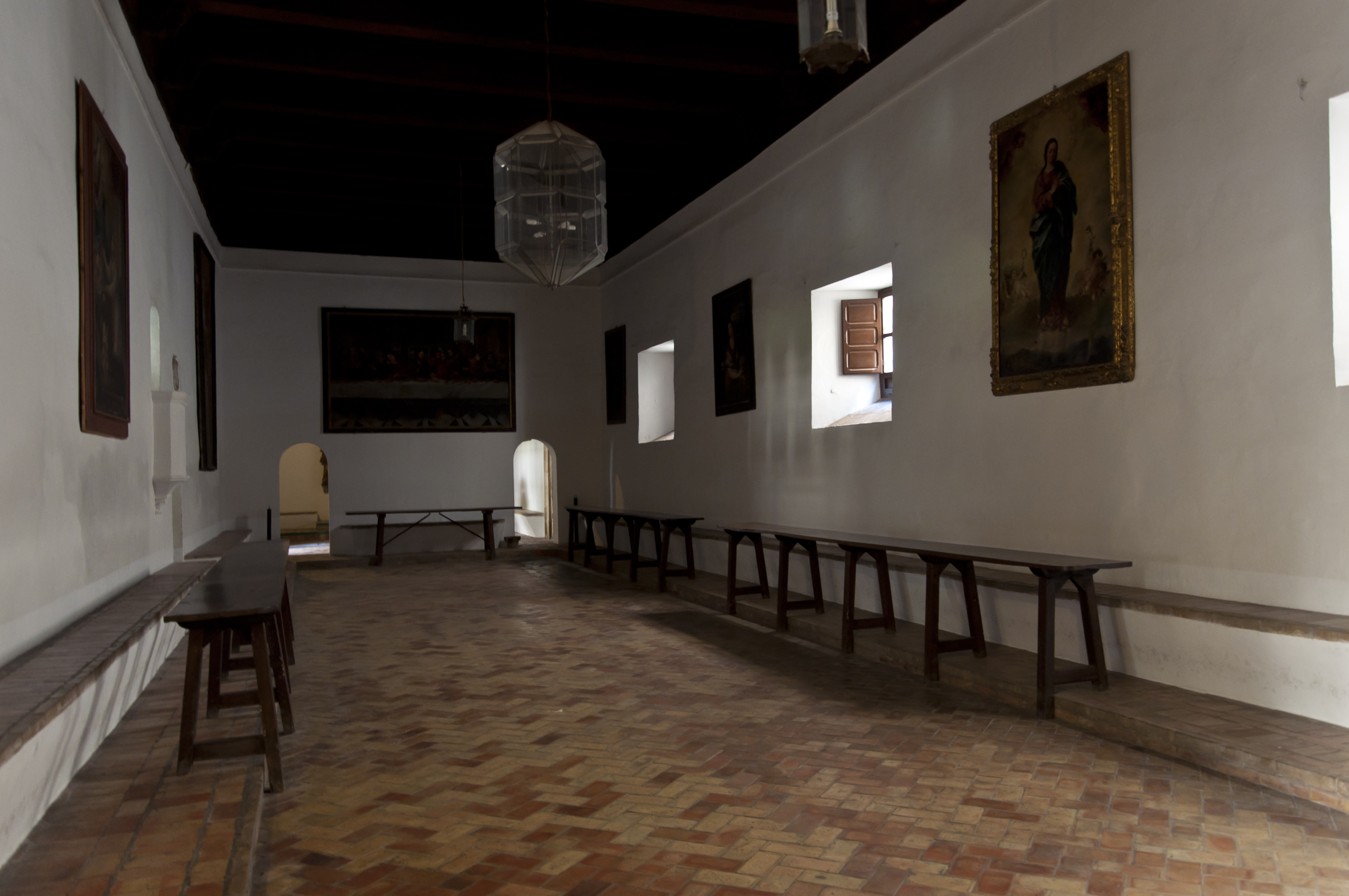
Het refectorium